# Askatasuna (partit polític)
Askatasuna (lit. ‘Llibertat’) fou un partit polític basc independentista i socialista, inscrit al registre de partits polítics el 31 d'agost de 1998, tenint seu a Bilbao. El 13 de febrer de 2009 fou il·legalitzat pel Tribunal Constitucional espanyol per tenir «una ideació de l'entramat ETA/Batasuna».

## Història
L'any 1998 diversos fets destacables van succeir entorn de l'Esquerra abertzale: la Mesa Nacional d'Herri Batasuna (HB) fou detinguda i empresonada, es va signar el Pacte de Lizarra, Euskadi Ta Askatasuna (ETA) va decretar una treva indefinida, i la coalició electoral Euskal Herritarrok (EH) es va presentar a les eleccions autonòmiques d'Euskadi, pel que el nom d'Askatasuna no es va arribar a utilitzar.
En maig de 2001, amb una conjuntura diferent, ja que ETA havia tornat a cometre atemptats mortals, Askatasuna sí que es va presentar a les eleccions autonòmiques d'Euskadi en els tres territoris que integren aquesta comunitat autònoma. No obstant això en aquesta ocasió "va competir", amb altres formacions polítiques abertzales com Euskal Herritarrok. En qualsevol cas, Askatasuna amb prou feines va fer campanya i va obtenir un percentatge de vot gairebé simbòlic. Un mes més tard, al juny de 2001, un nou partit polític anomenat Batasuna sorgeix de la fusió d'Askatasuna, EH i HB. El març de 2003, Batasuna va ser proscrit pel Tribunal Suprem espanyol, d'acord amb una nova Llei de Partits espanyola, que permetia la il·legalització d'aquelles formacions polítiques que no condemnessin la violència.
Malgrat la il·legalització de Batasuna, Askatasuna segueix figurant en el registre de partits polítics i és amb caràcter general una formació política legal; encara que des de 2001 no ha tingut cap activitat. Això va dur que alguns analistes polítics i mitjans de comunicació suggerissin que Askatasuna estava era guardada com una marca política legal que eventualment podria utilitzar Batasuna per a presentar-se en el futur, encara que aquest extrem no s'ha arribat a produir.
Al cap de poc, la Fiscalia General de l'Estat preparà la impugnació de les llistes d'Askatasuna i de Demokrazia Hiru Milioi (D3M) per tenir relació amb Batasuna i ETA, ja que en darreres eleccions varen presentar a les llistes col·laboradors d'ETA o de llistes ja il·legalitzades, com HB o EH. Segons les investigacions policials tant D3M com Askatasuna tenien vincles amb Batasuna, el que portaria a la il·legalització de les llistes de cara les eleccions. El 8 de febrer de 2009 el Tribunal Suprem anul·là les candidatures a les eleccions al Parlament Basc de 2009 de D3M i d'Askatasuna al considerar que tenien «una ideació de l'entramat ETA/Batasuna». Finalment, el 13 de febrer el Tribunal Constitucional va ratificar la sentència.